# Lignières-en-Vimeu
Lignières-en-Vimeu is een gemeente in het Franse departement Somme (regio Hauts-de-France) en telt 111 inwoners (2009). De plaats maakt deel uit van het arrondissement Amiens.

## Geografie
De oppervlakte van Lignières-en-Vimeu bedraagt 3,3 km², de bevolkingsdichtheid is dus 33,6 inwoners per km².
De onderstaande kaart toont de ligging van Lignières-en-Vimeu met de belangrijkste infrastructuur en aangrenzende gemeenten.

## Demografie
Onderstaande figuur toont het verloop van het inwonertal (bron: INSEE-tellingen).